# Онёко (озеро)
Онёко (также Онёка) — проточное озеро в России, располагается на территории Эвенкийского района Красноярского края, в пределах Тунгусского плато, в 144 километрах на запад от районного центра Туруханска. Площадь водной поверхности 59,5 км², это 37-е озеро Красноярского края и 205-е озеро России по площади водного зеркала.
Озеро Онёко представляет собой водоём лопастной формы, находящийся на высоте 322 м над уровнем моря. Береговая линия слабо изрезанная, однако имеется несколько выделяющихся заливов. Длина озера — 17,4 км, ширина колеблется от 850 м в северо-восточной части до 5,5 км на юго-западе. Площадь водосборного бассейна — 361 км². Максимальная глубина озера — 4 м. Река Ирбэ впадает в озеро на западе. На северо-востоке вытекает река Онёко (бассейн Нижней Тунгуски). Берега преимущественно холмистые, покрытые тайгой, с юга к озеру подступают горы (хребет Игокор высотой до 566 м, гора Лысая высотой 555 м). Постоянные населённые пункты на озере отсутствуют. В советские времена на реке Ирбэ недалеко от её впадения в озеро Онёко располагался посёлок Онёко.
Богато рыбой, водятся: щука, окунь, встречаются таймень, хариус и ленок.
Код объекта в государственном водном реестре — 17010700411116100002410.